# Membranipora paragrandicella
Membranipora paragrandicella är en mossdjursart som beskrevs av Liu och Ristedt 2000?. Membranipora paragrandicella ingår i släktet Membranipora och familjen Membraniporidae. Inga underarter finns listade i Catalogue of Life.